# Panicum simulans
Panicum simulans là một loài thực vật có hoa trong họ Hòa thảo. Loài này được Smook mô tả khoa học đầu tiên năm 1993.